# Lista di asteroidi (627001-628000)
Di seguito una lista di asteroidi dal numero 627001  al 628000 con data di scoperta e scopritore.

## 627001–627100
| Nome           | Designazione provvisoria | Data di scoperta  | Scopritore              |
| -------------- | ------------------------ | ----------------- | ----------------------- |
| 627001         | 2008 DL69                | 29 febbraio 2008  | Spacewatch              |
| 627002         | 2008 DK90                | 28 febbraio 2008  | Mount Lemmon Survey     |
| 627003         | 2008 DA91                | 27 febbraio 2008  | Mount Lemmon Survey     |
| 627004         | 2008 DN93                | 28 febbraio 2008  | Mount Lemmon Survey     |
| 627005         | 2008 EF3                 | 14 febbraio 2008  | Mount Lemmon Survey     |
| 627006         | 2008 EE4                 | 1 marzo 2008      | Mount Lemmon Survey     |
| 627007         | 2008 ED9                 | 8 marzo 2008      | J. Lacruz               |
| 627008         | 2008 ER13                | 1 marzo 2008      | Spacewatch              |
| 627009         | 2008 EU17                | 9 settembre 2004  | Spacewatch              |
| 627010         | 2008 EE30                | 8 febbraio 2008   | Spacewatch              |
| 627011         | 2008 EJ40                | 4 marzo 2008      | Spacewatch              |
| 627012         | 2008 EO45                | 20 agosto 2001    | Cerro Tololo Obs.       |
| 627013         | 2008 ES50                | 7 febbraio 2008   | Spacewatch              |
| 627014         | 2008 EC54                | 6 marzo 2008      | Mount Lemmon Survey     |
| 627015         | 2008 EN62                | 9 marzo 2008      | Mount Lemmon Survey     |
| 627016         | 2008 EU62                | 9 marzo 2008      | Mount Lemmon Survey     |
| 627017         | 2008 EE63                | 9 marzo 2008      | Mount Lemmon Survey     |
| 627018         | 2008 EF63                | 12 febbraio 2008  | Mount Lemmon Survey     |
| 627019         | 2008 EK63                | 12 febbraio 2008  | Mount Lemmon Survey     |
| 627020         | 2008 EL65                | 9 marzo 2008      | Mount Lemmon Survey     |
| 627021         | 2008 ES72                | 6 marzo 2008      | Mount Lemmon Survey     |
| 627022         | 2008 EO95                | 2 marzo 2008      | PMO NEO                 |
| 627023         | 2008 EL104               | 6 marzo 2008      | Mount Lemmon Survey     |
| 627024         | 2008 EK106               | 13 febbraio 2008  | Spacewatch              |
| 627025         | 2008 EV106               | 6 marzo 2008      | Mount Lemmon Survey     |
| 627026         | 2008 EO124               | 3 ottobre 2003    | Spacewatch              |
| 627027         | 2008 ER125               | 21 settembre 2006 | CSS                     |
| 627028         | 2008 EG131               | 11 marzo 2008     | Mount Lemmon Survey     |
| 627029         | 2008 EH143               | 3 marzo 2008      | PMO NEO                 |
| 627030 Ciobanu | 2008 EL144               | 11 marzo 2008     | O. Vaduvescu, M. Birlan |
| 627031         | 2008 EM162               | 13 marzo 2008     | Spacewatch              |
| 627032         | 2008 EO163               | 15 marzo 2008     | Mount Lemmon Survey     |
| 627033         | 2008 EH164               | 9 febbraio 2008   | Spacewatch              |
| 627034         | 2008 ES173               | 6 marzo 2008      | Mount Lemmon Survey     |
| 627035         | 2008 EZ173               | 10 marzo 2008     | Spacewatch              |
| 627036         | 2008 EJ176               | 26 settembre 2012 | Pan-STARRS              |
| 627037         | 2008 EM177               | 9 dicembre 2015   | Mount Lemmon Survey     |
| 627038         | 2008 EO177               | 10 marzo 2008     | Spacewatch              |
| 627039         | 2008 EF178               | 2 marzo 2008      | Mount Lemmon Survey     |
| 627040         | 2008 EM182               | 5 aprile 2014     | Pan-STARRS              |
| 627041         | 2008 EC186               | 4 dicembre 2015   | Pan-STARRS              |
| 627042         | 2008 EC188               | 3 novembre 2010   | Mount Lemmon Survey     |
| 627043         | 2008 EJ188               | 12 marzo 2008     | Mount Lemmon Survey     |
| 627044         | 2008 EA191               | 7 marzo 2008      | Spacewatch              |
| 627045         | 2008 EJ193               | 8 marzo 2008      | Mount Lemmon Survey     |
| 627046         | 2008 ER193               | 12 marzo 2008     | Spacewatch              |
| 627047         | 2008 FF9                 | 26 febbraio 2008  | Mount Lemmon Survey     |
| 627048         | 2008 FF11                | 3 marzo 2008      | Mount Lemmon Survey     |
| 627049         | 2008 FU16                | 27 marzo 2008     | Spacewatch              |
| 627050         | 2008 FW24                | 12 marzo 2008     | Mount Lemmon Survey     |
| 627051         | 2008 FL25                | 10 febbraio 2008  | Spacewatch              |
| 627052         | 2008 FP36                | 28 marzo 2008     | Mount Lemmon Survey     |
| 627053         | 2008 FH39                | 28 marzo 2008     | Spacewatch              |
| 627054         | 2008 FO45                | 28 marzo 2008     | Mount Lemmon Survey     |
| 627055         | 2008 FO73                | 30 marzo 2008     | Spacewatch              |
| 627056         | 2008 FT80                | 27 marzo 2008     | Mount Lemmon Survey     |
| 627057         | 2008 FU81                | 1 marzo 2008      | Spacewatch              |
| 627058         | 2008 FM87                | 28 marzo 2008     | Spacewatch              |
| 627059         | 2008 FM96                | 3 ottobre 2006    | Mount Lemmon Survey     |
| 627060         | 2008 FD99                | 30 marzo 2008     | Spacewatch              |
| 627061         | 2008 FV103               | 30 marzo 2008     | Spacewatch              |
| 627062         | 2008 FZ109               | 31 marzo 2008     | Mount Lemmon Survey     |
| 627063         | 2008 FY122               | 28 marzo 2008     | Mount Lemmon Survey     |
| 627064         | 2008 FG135               | 31 marzo 2008     | Mount Lemmon Survey     |
| 627065         | 2008 FZ138               | 30 marzo 2008     | Spacewatch              |
| 627066         | 2008 FC139               | 28 marzo 2008     | Mount Lemmon Survey     |
| 627067         | 2008 FP139               | 27 marzo 2008     | Mount Lemmon Survey     |
| 627068         | 2008 FC140               | 29 marzo 2008     | Spacewatch              |
| 627069         | 2008 FJ140               | 31 marzo 2008     | Mount Lemmon Survey     |
| 627070         | 2008 FD141               | 15 settembre 2006 | Spacewatch              |
| 627071         | 2008 FC142               | 18 febbraio 2015  | Pan-STARRS              |
| 627072         | 2008 FO142               | 31 marzo 2008     | Mount Lemmon Survey     |
| 627073         | 2008 FQ142               | 29 marzo 2008     | CSS                     |
| 627074         | 2008 FV143               | 27 settembre 2009 | CSS                     |
| 627075         | 2008 FL144               | 29 marzo 2008     | Spacewatch              |
| 627076         | 2008 FJ145               | 31 marzo 2008     | Mount Lemmon Survey     |
| 627077         | 2008 FC147               | 27 marzo 2008     | Mount Lemmon Survey     |
| 627078         | 2008 FS147               | 31 marzo 2008     | Spacewatch              |
| 627079         | 2008 FC149               | 31 marzo 2008     | Mount Lemmon Survey     |
| 627080         | 2008 GA3                 | 7 aprile 2008     | Mount Lemmon Survey     |
| 627081         | 2008 GO5                 | 1 aprile 2008     | Spacewatch              |
| 627082         | 2008 GM12                | 3 aprile 2008     | Spacewatch              |
| 627083         | 2008 GO13                | 6 agosto 2005     | NEAT                    |
| 627084         | 2008 GK35                | 3 aprile 2008     | Spacewatch              |
| 627085         | 2008 GC36                | 3 aprile 2008     | Spacewatch              |
| 627086         | 2008 GL40                | 4 aprile 2008     | Mount Lemmon Survey     |
| 627087         | 2008 GO53                | 5 aprile 2008     | Mount Lemmon Survey     |
| 627088         | 2008 GN64                | 6 aprile 2008     | Spacewatch              |
| 627089         | 2008 GX80                | 7 aprile 2008     | Spacewatch              |
| 627090         | 2008 GU81                | 25 aprile 2003    | Spacewatch              |
| 627091         | 2008 GA133               | 15 aprile 2008    | Spacewatch              |
| 627092         | 2008 GR144               | 4 aprile 2008     | Spacewatch              |
| 627093         | 2008 GO150               | 17 gennaio 2013   | Pan-STARRS              |
| 627094         | 2008 GQ151               | 15 aprile 2008    | Mount Lemmon Survey     |
| 627095         | 2008 GA154               | 17 marzo 2012     | Mount Lemmon Survey     |
| 627096         | 2008 GB154               | 7 aprile 2008     | Spacewatch              |
| 627097         | 2008 GW155               | 1 aprile 2008     | Mount Lemmon Survey     |
| 627098         | 2008 GT157               | 1 aprile 2008     | Spacewatch              |
| 627099         | 2008 GR158               | 11 aprile 2008    | Mount Lemmon Survey     |
| 627100         | 2008 GV160               | 3 aprile 2008     | Mount Lemmon Survey     |

## 627101–627200
| Nome   | Designazione provvisoria | Data di scoperta  | Scopritore                          |
| ------ | ------------------------ | ----------------- | ----------------------------------- |
| 627101 | 2008 GG161               | 27 dicembre 2011  | Mount Lemmon Survey                 |
| 627102 | 2008 GW161               | 1 aprile 2008     | Spacewatch                          |
| 627103 | 2008 GG162               | 5 aprile 2008     | Mount Lemmon Survey                 |
| 627104 | 2008 GC166               | 15 febbraio 2012  | Pan-STARRS                          |
| 627105 | 2008 GY169               | 6 aprile 2008     | Spacewatch                          |
| 627106 | 2008 HC6                 | 24 aprile 2008    | Spacewatch                          |
| 627107 | 2008 HD7                 | 10 marzo 2008     | Mount Lemmon Survey                 |
| 627108 | 2008 HW13                | 15 aprile 2008    | Mount Lemmon Survey                 |
| 627109 | 2008 HC17                | 13 aprile 2008    | Mount Lemmon Survey                 |
| 627110 | 2008 HG25                | 13 marzo 2008     | Spacewatch                          |
| 627111 | 2008 HP26                | 11 aprile 2008    | Mount Lemmon Survey                 |
| 627112 | 2008 HX31                | 26 marzo 2007     | Mount Lemmon Survey                 |
| 627113 | 2008 HE32                | 27 gennaio 2007   | Spacewatch                          |
| 627114 | 2008 HU37                | 30 aprile 2008    | F. Kugel                            |
| 627115 | 2008 HQ41                | 26 aprile 2008    | Mount Lemmon Survey                 |
| 627116 | 2008 HR46                | 28 aprile 2008    | Mount Lemmon Survey                 |
| 627117 | 2008 HZ53                | 29 aprile 2008    | Spacewatch                          |
| 627118 | 2008 HU67                | 30 aprile 2008    | Mount Lemmon Survey                 |
| 627119 | 2008 HM71                | 27 aprile 2008    | Mount Lemmon Survey                 |
| 627120 | 2008 HU71                | 8 maggio 2014     | Mount Lemmon Survey                 |
| 627121 | 2008 HK72                | 30 aprile 2008    | Mount Lemmon Survey                 |
| 627122 | 2008 HY72                | 31 luglio 2014    | Pan-STARRS                          |
| 627123 | 2008 HF73                | 26 gennaio 2011   | Spacewatch                          |
| 627124 | 2008 HR74                | 27 aprile 2008    | Spacewatch                          |
| 627125 | 2008 HN76                | 13 ottobre 2010   | Mount Lemmon Survey                 |
| 627126 | 2008 JE6                 | 2 maggio 2008     | Spacewatch                          |
| 627127 | 2008 JH11                | 29 aprile 2008    | Spacewatch                          |
| 627128 | 2008 JQ31                | 27 aprile 2008    | Spacewatch                          |
| 627129 | 2008 JD34                | 16 aprile 2008    | Mount Lemmon Survey                 |
| 627130 | 2008 JM42                | 15 febbraio 2012  | Pan-STARRS                          |
| 627131 | 2008 JA43                | 1 novembre 2010   | Mount Lemmon Survey                 |
| 627132 | 2008 JZ45                | 8 maggio 2008     | Mount Lemmon Survey                 |
| 627133 | 2008 JA46                | 3 maggio 2008     | Mount Lemmon Survey                 |
| 627134 | 2008 JM48                | 14 maggio 2008    | Mount Lemmon Survey                 |
| 627135 | 2008 JB50                | 2 maggio 2008     | Mount Lemmon Survey                 |
| 627136 | 2008 JC50                | 5 maggio 2008     | Spacewatch                          |
| 627137 | 2008 JP50                | 23 luglio 2003    | NEAT                                |
| 627138 | 2008 JS50                | 5 maggio 2008     | Mount Lemmon Survey                 |
| 627139 | 2008 JO51                | 15 maggio 2008    | Mount Lemmon Survey                 |
| 627140 | 2008 JW53                | 2 maggio 2008     | CSS                                 |
| 627141 | 2008 KY8                 | 3 maggio 2008     | Spacewatch                          |
| 627142 | 2008 KD11                | 7 aprile 2008     | Spacewatch                          |
| 627143 | 2008 KC21                | 6 aprile 2008     | Mount Lemmon Survey                 |
| 627144 | 2008 KR28                | 15 maggio 2008    | Mount Lemmon Survey                 |
| 627145 | 2008 KX28                | 27 maggio 2008    | Mount Lemmon Survey                 |
| 627146 | 2008 KP32                | 1 aprile 2003     | SDSS Collaboration                  |
| 627147 | 2008 KP46                | 11 maggio 2008    | Spacewatch                          |
| 627148 | 2008 KG47                | 23 aprile 2015    | Pan-STARRS                          |
| 627149 | 2008 LC1                 | 5 maggio 2008     | Spacewatch                          |
| 627150 | 2008 LR6                 | 3 maggio 2008     | Spacewatch                          |
| 627151 | 2008 LC9                 | 3 giugno 2008     | Mount Lemmon Survey                 |
| 627152 | 2008 LG10                | 6 giugno 2008     | Spacewatch                          |
| 627153 | 2008 LH15                | 9 giugno 2008     | Spacewatch                          |
| 627154 | 2008 LG19                | 21 novembre 2014  | Pan-STARRS                          |
| 627155 | 2008 LM20                | 3 agosto 2014     | Pan-STARRS                          |
| 627156 | 2008 LO20                | 12 settembre 2015 | Pan-STARRS                          |
| 627157 | 2008 OX1                 | 28 luglio 2008    | Mount Lemmon Survey                 |
| 627158 | 2008 OQ4                 | 28 luglio 2008    | Mount Lemmon Survey                 |
| 627159 | 2008 OU17                | 30 luglio 2008    | Mount Lemmon Survey                 |
| 627160 | 2008 OF18                | 30 luglio 2008    | Mount Lemmon Survey                 |
| 627161 | 2008 OH31                | 29 luglio 2008    | Spacewatch                          |
| 627162 | 2008 OV31                | 30 luglio 2008    | Mount Lemmon Survey                 |
| 627163 | 2008 ON32                | 29 luglio 2008    | Spacewatch                          |
| 627164 | 2008 PE7                 | 30 maggio 2008    | Mount Lemmon Survey                 |
| 627165 | 2008 PA12                | 29 luglio 2008    | Spacewatch                          |
| 627166 | 2008 PG13                | 21 settembre 2003 | NEAT                                |
| 627167 | 2008 PF14                | 10 agosto 2008    | Osservatorio astronomico di Maiorca |
| 627168 | 2008 PH19                | 7 agosto 2008     | Spacewatch                          |
| 627169 | 2008 QS2                 | 23 agosto 2008    | F. Kugel                            |
| 627170 | 2008 QK9                 | 7 agosto 2008     | Spacewatch                          |
| 627171 | 2008 QS23                | 28 agosto 2008    | C. Demeautis, J.-M. Lopez           |
| 627172 | 2008 QF36                | 21 agosto 2008    | Spacewatch                          |
| 627173 | 2008 QX48                | 20 agosto 2008    | Spacewatch                          |
| 627174 | 2008 QH50                | 24 agosto 2008    | Spacewatch                          |
| 627175 | 2008 RG2                 | 2 settembre 2008  | Spacewatch                          |
| 627176 | 2008 RH2                 | 2 settembre 2008  | Spacewatch                          |
| 627177 | 2008 RJ14                | 24 agosto 2008    | Spacewatch                          |
| 627178 | 2008 RO30                | 2 settembre 2008  | Spacewatch                          |
| 627179 | 2008 RF40                | 2 settembre 2008  | Spacewatch                          |
| 627180 | 2008 RF45                | 2 settembre 2008  | Spacewatch                          |
| 627181 | 2008 RQ48                | 3 settembre 2008  | Spacewatch                          |
| 627182 | 2008 RU52                | 3 settembre 2008  | Spacewatch                          |
| 627183 | 2008 RL59                | 19 giugno 2004    | Spacewatch                          |
| 627184 | 2008 RB70                | 21 settembre 2001 | Spacewatch                          |
| 627185 | 2008 RT75                | 6 settembre 2008  | Mount Lemmon Survey                 |
| 627186 | 2008 RA77                | 6 settembre 2008  | Mount Lemmon Survey                 |
| 627187 | 2008 RR80                | 3 settembre 2008  | Spacewatch                          |
| 627188 | 2008 RY81                | 29 luglio 2008    | Mount Lemmon Survey                 |
| 627189 | 2008 RV105               | 6 settembre 2008  | Mount Lemmon Survey                 |
| 627190 | 2008 RB119               | 2 settembre 2008  | Spacewatch                          |
| 627191 | 2008 RG120               | 7 settembre 2008  | Mount Lemmon Survey                 |
| 627192 | 2008 RF121               | 2 settembre 2008  | Spacewatch                          |
| 627193 | 2008 RD124               | 25 ottobre 2003   | Spacewatch                          |
| 627194 | 2008 RA127               | 5 settembre 2008  | Spacewatch                          |
| 627195 | 2008 RQ135               | 3 settembre 2008  | Spacewatch                          |
| 627196 | 2008 RC141               | 6 settembre 2008  | CSS                                 |
| 627197 | 2008 RX143               | 6 settembre 2008  | Spacewatch                          |
| 627198 | 2008 RC144               | 4 settembre 2008  | Spacewatch                          |
| 627199 | 2008 RP146               | 9 settembre 2008  | Spacewatch                          |
| 627200 | 2008 RN148               | 5 settembre 2008  | Spacewatch                          |

## 627201–627300
| Nome   | Designazione provvisoria | Data di scoperta  | Scopritore                          |
| ------ | ------------------------ | ----------------- | ----------------------------------- |
| 627201 | 2008 RM151               | 4 settembre 2008  | Spacewatch                          |
| 627202 | 2008 RO152               | 7 settembre 2008  | Mount Lemmon Survey                 |
| 627203 | 2008 RX153               | 7 settembre 2008  | Mount Lemmon Survey                 |
| 627204 | 2008 RH156               | 9 settembre 2008  | Mount Lemmon Survey                 |
| 627205 | 2008 RG157               | 5 settembre 2008  | Spacewatch                          |
| 627206 | 2008 RS161               | 7 settembre 2008  | Mount Lemmon Survey                 |
| 627207 | 2008 RF164               | 7 settembre 2008  | Mount Lemmon Survey                 |
| 627208 | 2008 RH165               | 26 settembre 2003 | SDSS Collaboration                  |
| 627209 | 2008 RQ167               | 6 settembre 2008  | Mount Lemmon Survey                 |
| 627210 | 2008 RK169               | 7 settembre 2008  | Mount Lemmon Survey                 |
| 627211 | 2008 RV170               | 3 settembre 2008  | Spacewatch                          |
| 627212 | 2008 RG175               | 7 settembre 2008  | Mount Lemmon Survey                 |
| 627213 | 2008 SP2                 | 23 settembre 2008 | LINEAR                              |
| 627214 | 2008 SZ19                | 9 settembre 2008  | Mount Lemmon Survey                 |
| 627215 | 2008 SE32                | 5 settembre 2008  | Spacewatch                          |
| 627216 | 2008 SO37                | 20 settembre 2008 | Spacewatch                          |
| 627217 | 2008 SD41                | 6 settembre 2008  | CSS                                 |
| 627218 | 2008 SN46                | 20 settembre 2008 | Spacewatch                          |
| 627219 | 2008 SW48                | 20 settembre 2008 | Mount Lemmon Survey                 |
| 627220 | 2008 ST56                | 7 settembre 2008  | Mount Lemmon Survey                 |
| 627221 | 2008 SQ63                | 21 ottobre 2014   | Mount Lemmon Survey                 |
| 627222 | 2008 SD65                | 21 settembre 2008 | Spacewatch                          |
| 627223 | 2008 SX72                | 22 settembre 2008 | Mount Lemmon Survey                 |
| 627224 | 2008 SC74                | 4 settembre 2008  | Spacewatch                          |
| 627225 | 2008 SH78                | 24 agosto 2008    | Spacewatch                          |
| 627226 | 2008 SQ78                | 23 settembre 2008 | CSS                                 |
| 627227 | 2008 SB81                | 23 settembre 2008 | Mount Lemmon Survey                 |
| 627228 | 2008 SW82                | 21 settembre 2008 | Spacewatch                          |
| 627229 | 2008 SX86                | 9 settembre 2008  | Spacewatch                          |
| 627230 | 2008 SK95                | 21 settembre 2008 | Spacewatch                          |
| 627231 | 2008 SJ103               | 6 settembre 2008  | Mount Lemmon Survey                 |
| 627232 | 2008 SJ105               | 6 settembre 2008  | Mount Lemmon Survey                 |
| 627233 | 2008 ST108               | 22 settembre 2008 | Mount Lemmon Survey                 |
| 627234 | 2008 SN110               | 22 settembre 2008 | Spacewatch                          |
| 627235 | 2008 SS111               | 22 settembre 2008 | Mount Lemmon Survey                 |
| 627236 | 2008 ST113               | 22 settembre 2008 | Spacewatch                          |
| 627237 | 2008 SP118               | 22 settembre 2008 | Mount Lemmon Survey                 |
| 627238 | 2008 SS129               | 22 settembre 2008 | Spacewatch                          |
| 627239 | 2008 SF132               | 7 settembre 2008  | Mount Lemmon Survey                 |
| 627240 | 2008 ST134               | 5 settembre 2008  | Spacewatch                          |
| 627241 | 2008 SG138               | 23 settembre 2008 | Spacewatch                          |
| 627242 | 2008 ST138               | 23 settembre 2008 | Spacewatch                          |
| 627243 | 2008 SH140               | 24 settembre 2008 | Spacewatch                          |
| 627244 | 2008 SN146               | 23 settembre 2008 | Spacewatch                          |
| 627245 | 2008 SK147               | 8 settembre 2008  | W. Bickel                           |
| 627246 | 2008 SU147               | 25 settembre 2008 | D. Healy                            |
| 627247 | 2008 SL148               | 27 settembre 2008 | E. Schwab, S. Karge                 |
| 627248 | 2008 SW153               | 23 agosto 2008    | Spacewatch                          |
| 627249 | 2008 SV170               | 21 settembre 2008 | Mount Lemmon Survey                 |
| 627250 | 2008 SO206               | 26 settembre 2008 | Spacewatch                          |
| 627251 | 2008 SB211               | 9 settembre 2008  | Spacewatch                          |
| 627252 | 2008 ST220               | 25 settembre 2008 | Spacewatch                          |
| 627253 | 2008 SD225               | 26 settembre 2008 | Spacewatch                          |
| 627254 | 2008 SF225               | 26 settembre 2008 | Spacewatch                          |
| 627255 | 2008 SS225               | 26 settembre 2008 | Spacewatch                          |
| 627256 | 2008 SF228               | 5 settembre 2008  | Spacewatch                          |
| 627257 | 2008 SF231               | 5 settembre 2008  | Spacewatch                          |
| 627258 | 2008 SK242               | 29 settembre 2008 | Spacewatch                          |
| 627259 | 2008 SC246               | 23 settembre 2008 | CSS                                 |
| 627260 | 2008 SQ249               | 23 settembre 2008 | Spacewatch                          |
| 627261 | 2008 SY257               | 22 settembre 2008 | Mount Lemmon Survey                 |
| 627262 | 2008 SV259               | 23 settembre 2008 | Spacewatch                          |
| 627263 | 2008 SF261               | 23 settembre 2008 | Spacewatch                          |
| 627264 | 2008 SC264               | 24 settembre 2008 | Spacewatch                          |
| 627265 | 2008 SW270               | 25 settembre 2008 | Spacewatch                          |
| 627266 | 2008 SB274               | 25 settembre 2008 | Mount Lemmon Survey                 |
| 627267 | 2008 SZ274               | 22 settembre 2008 | Spacewatch                          |
| 627268 | 2008 SN275               | 23 settembre 2008 | Spacewatch                          |
| 627269 | 2008 SC276               | 23 settembre 2008 | Spacewatch                          |
| 627270 | 2008 SY277               | 26 settembre 2008 | W. Bickel                           |
| 627271 | 2008 SK280               | 22 settembre 2008 | LINEAR                              |
| 627272 | 2008 SS281               | 23 settembre 2008 | Mount Lemmon Survey                 |
| 627273 | 2008 SH287               | 23 settembre 2008 | Spacewatch                          |
| 627274 | 2008 SU290               | 23 settembre 2008 | Spacewatch                          |
| 627275 | 2008 SQ297               | 22 settembre 2008 | CSS                                 |
| 627276 | 2008 SD307               | 29 settembre 2008 | CSS                                 |
| 627277 | 2008 SR313               | 28 settembre 2008 | Mount Lemmon Survey                 |
| 627278 | 2008 SJ318               | 5 febbraio 2011   | Pan-STARRS                          |
| 627279 | 2008 SR322               | 20 settembre 2008 | Mount Lemmon Survey                 |
| 627280 | 2008 SV324               | 28 settembre 2008 | Mount Lemmon Survey                 |
| 627281 | 2008 SC326               | 29 settembre 2008 | Mount Lemmon Survey                 |
| 627282 | 2008 SK326               | 24 novembre 2014  | Mount Lemmon Survey                 |
| 627283 | 2008 SS332               | 28 ottobre 2014   | Pan-STARRS                          |
| 627284 | 2008 SQ336               | 23 settembre 2008 | Spacewatch                          |
| 627285 | 2008 SO337               | 24 settembre 2008 | Mount Lemmon Survey                 |
| 627286 | 2008 SX338               | 24 settembre 2008 | Spacewatch                          |
| 627287 | 2008 SW343               | 24 settembre 2008 | Mount Lemmon Survey                 |
| 627288 | 2008 SD344               | 23 settembre 2008 | Mount Lemmon Survey                 |
| 627289 | 2008 SV347               | 4 settembre 2008  | Spacewatch                          |
| 627290 | 2008 SF351               | 29 settembre 2008 | Mount Lemmon Survey                 |
| 627291 | 2008 SB353               | 20 settembre 2008 | Mount Lemmon Survey                 |
| 627292 | 2008 TY                  | 2 ottobre 2008    | N. Teamo                            |
| 627293 | 2008 TH7                 | 3 ottobre 2008    | Osservatorio astronomico di Maiorca |
| 627294 | 2008 TM13                | 6 ottobre 2004    | Spacewatch                          |
| 627295 | 2008 TB17                | 22 settembre 2008 | Mount Lemmon Survey                 |
| 627296 | 2008 TX28                | 1 ottobre 2008    | Mount Lemmon Survey                 |
| 627297 | 2008 TX29                | 1 ottobre 2008    | Mount Lemmon Survey                 |
| 627298 | 2008 TD35                | 10 settembre 2008 | Spacewatch                          |
| 627299 | 2008 TM38                | 5 settembre 2008  | Spacewatch                          |
| 627300 | 2008 TL40                | 1 ottobre 2008    | Mount Lemmon Survey                 |

## 627301–627400
| Nome   | Designazione provvisoria | Data di scoperta  | Scopritore          |
| ------ | ------------------------ | ----------------- | ------------------- |
| 627301 | 2008 TX40                | 1 ottobre 2008    | Mount Lemmon Survey |
| 627302 | 2008 TH41                | 1 ottobre 2008    | Mount Lemmon Survey |
| 627303 | 2008 TM41                | 24 settembre 2008 | Mount Lemmon Survey |
| 627304 | 2008 TD42                | 1 ottobre 2008    | Mount Lemmon Survey |
| 627305 | 2008 TB44                | 1 ottobre 2008    | Mount Lemmon Survey |
| 627306 | 2008 TQ44                | 9 settembre 2008  | Mount Lemmon Survey |
| 627307 | 2008 TJ54                | 24 settembre 2008 | Spacewatch          |
| 627308 | 2008 TP59                | 24 settembre 2008 | Spacewatch          |
| 627309 | 2008 TS59                | 2 ottobre 2008    | Spacewatch          |
| 627310 | 2008 TC65                | 2 ottobre 2008    | CSS                 |
| 627311 | 2008 TW81                | 20 settembre 2008 | Mount Lemmon Survey |
| 627312 | 2008 TO83                | 25 settembre 2008 | Spacewatch          |
| 627313 | 2008 TG84                | 6 settembre 2008  | Mount Lemmon Survey |
| 627314 | 2008 TN84                | 3 ottobre 2008    | Spacewatch          |
| 627315 | 2008 TB90                | 7 settembre 2008  | Mount Lemmon Survey |
| 627316 | 2008 TJ96                | 6 ottobre 2008    | Spacewatch          |
| 627317 | 2008 TS101               | 24 settembre 2008 | Spacewatch          |
| 627318 | 2008 TV112               | 6 ottobre 2008    | CSS                 |
| 627319 | 2008 TR114               | 23 settembre 2008 | Spacewatch          |
| 627320 | 2008 TV114               | 27 settembre 2008 | Mount Lemmon Survey |
| 627321 | 2008 TM117               | 9 settembre 2008  | Mount Lemmon Survey |
| 627322 | 2008 TZ137               | 23 settembre 2008 | Spacewatch          |
| 627323 | 2008 TA138               | 23 settembre 2008 | Spacewatch          |
| 627324 | 2008 TP139               | 23 settembre 2008 | Spacewatch          |
| 627325 | 2008 TF143               | 9 ottobre 2008    | Mount Lemmon Survey |
| 627326 | 2008 TJ146               | 3 settembre 2008  | Spacewatch          |
| 627327 | 2008 TY146               | 9 ottobre 2008    | Mount Lemmon Survey |
| 627328 | 2008 TB153               | 19 dicembre 2001  | Spacewatch          |
| 627329 | 2008 TN153               | 9 ottobre 2008    | Mount Lemmon Survey |
| 627330 | 2008 TY154               | 9 ottobre 2008    | Mount Lemmon Survey |
| 627331 | 2008 TK156               | 9 ottobre 2008    | Spacewatch          |
| 627332 | 2008 TM164               | 1 ottobre 2008    | Spacewatch          |
| 627333 | 2008 TJ168               | 1 ottobre 2008    | Mount Lemmon Survey |
| 627334 | 2008 TY168               | 6 ottobre 2008    | Spacewatch          |
| 627335 | 2008 TU173               | 2 settembre 2008  | Spacewatch          |
| 627336 | 2008 TU187               | 8 ottobre 2008    | Spacewatch          |
| 627337 | 2008 TV192               | 8 ottobre 2008    | Spacewatch          |
| 627338 | 2008 TA194               | 8 ottobre 2008    | Spacewatch          |
| 627339 | 2008 TV204               | 9 ottobre 2008    | Mount Lemmon Survey |
| 627340 | 2008 TY209               | 24 settembre 2008 | Spacewatch          |
| 627341 | 2008 TW211               | 6 ottobre 2008    | Spacewatch          |
| 627342 | 2008 TB213               | 5 febbraio 2011   | Pan-STARRS          |
| 627343 | 2008 TT214               | 17 novembre 2009  | Mount Lemmon Survey |
| 627344 | 2008 TE215               | 10 ottobre 2008   | Mount Lemmon Survey |
| 627345 | 2008 TG218               | 7 ottobre 2008    | Spacewatch          |
| 627346 | 2008 TS218               | 9 ottobre 2008    | Spacewatch          |
| 627347 | 2008 TN220               | 1 ottobre 2008    | Mount Lemmon Survey |
| 627348 | 2008 TQ220               | 1 ottobre 2008    | Spacewatch          |
| 627349 | 2008 TW224               | 10 ottobre 2008   | Mount Lemmon Survey |
| 627350 | 2008 UN1                 | 29 settembre 2008 | CSS                 |
| 627351 | 2008 UW8                 | 2 settembre 2008  | Spacewatch          |
| 627352 | 2008 UO12                | 2 settembre 2008  | Spacewatch          |
| 627353 | 2008 UC26                | 26 maggio 2003    | Spacewatch          |
| 627354 | 2008 UD28                | 9 settembre 2008  | Mount Lemmon Survey |
| 627355 | 2008 UM41                | 2 ottobre 2008    | Mount Lemmon Survey |
| 627356 | 2008 UD43                | 8 ottobre 2008    | Spacewatch          |
| 627357 | 2008 UK45                | 25 settembre 2008 | Spacewatch          |
| 627358 | 2008 UV49                | 2 ottobre 2008    | Spacewatch          |
| 627359 | 2008 UX49                | 20 ottobre 2008   | Mount Lemmon Survey |
| 627360 | 2008 UK63                | 2 ottobre 2008    | Mount Lemmon Survey |
| 627361 | 2008 UY65                | 21 ottobre 2008   | Spacewatch          |
| 627362 | 2008 UL87                | 19 settembre 1995 | Spacewatch          |
| 627363 | 2008 UR89                | 21 settembre 2008 | Spacewatch          |
| 627364 | 2008 UG91                | 23 settembre 2008 | Spacewatch          |
| 627365 | 2008 UL101               | 20 ottobre 2008   | Spacewatch          |
| 627366 | 2008 UF104               | 20 ottobre 2008   | Mount Lemmon Survey |
| 627367 | 2008 UY104               | 6 ottobre 2008    | Spacewatch          |
| 627368 | 2008 UZ106               | 8 ottobre 2008    | Spacewatch          |
| 627369 | 2008 UV107               | 23 settembre 2008 | Mount Lemmon Survey |
| 627370 | 2008 UF113               | 1 ottobre 2008    | Mount Lemmon Survey |
| 627371 | 2008 UK117               | 28 settembre 2008 | Mount Lemmon Survey |
| 627372 | 2008 UH120               | 22 ottobre 2008   | Spacewatch          |
| 627373 | 2008 UG127               | 22 ottobre 2008   | Spacewatch          |
| 627374 | 2008 UW130               | 2 ottobre 2008    | Spacewatch          |
| 627375 | 2008 UH131               | 23 ottobre 2008   | Spacewatch          |
| 627376 | 2008 UG135               | 1 ottobre 2008    | Mount Lemmon Survey |
| 627377 | 2008 UQ139               | 23 ottobre 2008   | Spacewatch          |
| 627378 | 2008 UE150               | 2 ottobre 2008    | Spacewatch          |
| 627379 | 2008 UJ151               | 23 ottobre 2008   | Spacewatch          |
| 627380 | 2008 UB152               | 6 ottobre 2004    | Spacewatch          |
| 627381 | 2008 UD157               | 23 ottobre 2008   | Mount Lemmon Survey |
| 627382 | 2008 US161               | 25 settembre 2008 | Spacewatch          |
| 627383 | 2008 UN164               | 1 ottobre 2008    | Spacewatch          |
| 627384 | 2008 UG165               | 24 ottobre 2008   | Spacewatch          |
| 627385 | 2008 UU166               | 24 ottobre 2008   | Spacewatch          |
| 627386 | 2008 UT169               | 6 ottobre 2008    | Mount Lemmon Survey |
| 627387 | 2008 UO175               | 1 ottobre 2008    | Spacewatch          |
| 627388 | 2008 UT175               | 6 settembre 2008  | Mount Lemmon Survey |
| 627389 | 2008 UZ186               | 29 settembre 2008 | Mount Lemmon Survey |
| 627390 | 2008 US190               | 25 ottobre 2008   | Spacewatch          |
| 627391 | 2008 UW209               | 22 settembre 2008 | Spacewatch          |
| 627392 | 2008 UK217               | 29 settembre 2008 | Mount Lemmon Survey |
| 627393 | 2008 UZ224               | 25 ottobre 2008   | Spacewatch          |
| 627394 | 2008 UN227               | 25 ottobre 2008   | Spacewatch          |
| 627395 | 2008 UE230               | 26 settembre 2008 | Spacewatch          |
| 627396 | 2008 UP234               | 30 settembre 2008 | Mount Lemmon Survey |
| 627397 | 2008 UJ237               | 26 ottobre 2008   | Spacewatch          |
| 627398 | 2008 UT245               | 26 ottobre 2008   | Spacewatch          |
| 627399 | 2008 UN246               | 4 luglio 2003     | Spacewatch          |
| 627400 | 2008 UM248               | 26 ottobre 2008   | Spacewatch          |

## 627401–627500
| Nome   | Designazione provvisoria | Data di scoperta  | Scopritore            |
| ------ | ------------------------ | ----------------- | --------------------- |
| 627401 | 2008 UU259               | 23 ottobre 2008   | Spacewatch            |
| 627402 | 2008 UD260               | 27 ottobre 2008   | Mount Lemmon Survey   |
| 627403 | 2008 UP263               | 27 ottobre 2008   | Spacewatch            |
| 627404 | 2008 UB268               | 28 ottobre 2008   | Spacewatch            |
| 627405 | 2008 US274               | 28 ottobre 2008   | Spacewatch            |
| 627406 | 2008 UZ278               | 7 ottobre 2008    | Spacewatch            |
| 627407 | 2008 UF284               | 20 ottobre 2008   | Spacewatch            |
| 627408 | 2008 US286               | 8 ottobre 2008    | Spacewatch            |
| 627409 | 2008 UC287               | 1 ottobre 2008    | Spacewatch            |
| 627410 | 2008 UQ287               | 1 ottobre 2008    | Spacewatch            |
| 627411 | 2008 UM294               | 29 ottobre 2008   | Spacewatch            |
| 627412 | 2008 UP308               | 22 ottobre 2008   | Spacewatch            |
| 627413 | 2008 UU317               | 26 novembre 2014  | Pan-STARRS            |
| 627414 | 2008 UO321               | 31 ottobre 2008   | Mount Lemmon Survey   |
| 627415 | 2008 UQ329               | 2 ottobre 2008    | Spacewatch            |
| 627416 | 2008 UJ330               | 24 febbraio 2006  | Spacewatch            |
| 627417 | 2008 UT334               | 20 ottobre 2008   | Spacewatch            |
| 627418 | 2008 UY334               | 20 ottobre 2008   | Spacewatch            |
| 627419 | 2008 UG336               | 21 ottobre 2008   | Mount Lemmon Survey   |
| 627420 | 2008 UR346               | 20 ottobre 2008   | Mount Lemmon Survey   |
| 627421 | 2008 UD347               | 20 ottobre 2008   | Spacewatch            |
| 627422 | 2008 UV350               | 20 ottobre 2008   | Spacewatch            |
| 627423 | 2008 UO352               | 29 ottobre 2008   | Mount Lemmon Survey   |
| 627424 | 2008 UQ357               | 24 ottobre 2008   | CSS                   |
| 627425 | 2008 UY357               | 25 ottobre 2008   | CSS                   |
| 627426 | 2008 UF362               | 12 settembre 2002 | NEAT                  |
| 627427 | 2008 US374               | 21 ottobre 2008   | Spacewatch            |
| 627428 | 2008 UX374               | 24 ottobre 2008   | Spacewatch            |
| 627429 | 2008 UD375               | 26 ottobre 2008   | Spacewatch            |
| 627430 | 2008 UT375               | 23 ottobre 2008   | Spacewatch            |
| 627431 | 2008 UV380               | 22 ottobre 2012   | Spacewatch            |
| 627432 | 2008 UR381               | 27 ottobre 2008   | Mount Lemmon Survey   |
| 627433 | 2008 UB387               | 20 giugno 2015    | Pan-STARRS            |
| 627434 | 2008 UK387               | 29 ottobre 2008   | Spacewatch            |
| 627435 | 2008 UO387               | 4 giugno 2011     | F. Pozo, J. P. Colque |
| 627436 | 2008 UB388               | 12 dicembre 2014  | Pan-STARRS            |
| 627437 | 2008 UP388               | 27 ottobre 2008   | Mount Lemmon Survey   |
| 627438 | 2008 UW388               | 9 agosto 2013     | Pan-STARRS            |
| 627439 | 2008 UX394               | 15 aprile 2013    | Pan-STARRS            |
| 627440 | 2008 UV399               | 27 aprile 2017    | Pan-STARRS            |
| 627441 | 2008 UC400               | 30 ottobre 2008   | Spacewatch            |
| 627442 | 2008 UD403               | 26 ottobre 2008   | Spacewatch            |
| 627443 | 2008 UA406               | 27 ottobre 2008   | Mount Lemmon Survey   |
| 627444 | 2008 UB406               | 28 ottobre 2008   | Mount Lemmon Survey   |
| 627445 | 2008 UC407               | 29 ottobre 2008   | Spacewatch            |
| 627446 | 2008 UL408               | 20 ottobre 2008   | Mount Lemmon Survey   |
| 627447 | 2008 UO408               | 26 ottobre 2008   | Mount Lemmon Survey   |
| 627448 | 2008 UL412               | 20 ottobre 2008   | Mount Lemmon Survey   |
| 627449 | 2008 UL418               | 20 ottobre 2008   | Mount Lemmon Survey   |
| 627450 | 2008 VD8                 | 29 settembre 2003 | Spacewatch            |
| 627451 | 2008 VQ11                | 27 settembre 2008 | Mount Lemmon Survey   |
| 627452 | 2008 VY11                | 2 novembre 2008   | Mount Lemmon Survey   |
| 627453 | 2008 VO13                | 8 novembre 2008   | Mount Lemmon Survey   |
| 627454 | 2008 VS15                | 25 settembre 2008 | Spacewatch            |
| 627455 | 2008 VA16                | 24 ottobre 2008   | Spacewatch            |
| 627456 | 2008 VB16                | 1 novembre 2008   | Spacewatch            |
| 627457 | 2008 VE18                | 20 ottobre 2008   | Spacewatch            |
| 627458 | 2008 VV20                | 1 novembre 2008   | Mount Lemmon Survey   |
| 627459 | 2008 VZ24                | 29 settembre 2008 | Spacewatch            |
| 627460 | 2008 VJ25                | 29 settembre 2008 | Spacewatch            |
| 627461 | 2008 VT25                | 8 ottobre 2008    | Spacewatch            |
| 627462 | 2008 VE41                | 26 ottobre 2008   | Spacewatch            |
| 627463 | 2008 VQ43                | 3 novembre 2008   | Spacewatch            |
| 627464 | 2008 VU50                | 30 ottobre 2008   | Spacewatch            |
| 627465 | 2008 VX50                | 7 settembre 2008  | Mount Lemmon Survey   |
| 627466 | 2008 VY58                | 22 ottobre 2008   | Spacewatch            |
| 627467 | 2008 VR74                | 1 novembre 2008   | Mount Lemmon Survey   |
| 627468 | 2008 VV74                | 3 novembre 2008   | Spacewatch            |
| 627469 | 2008 VE78                | 7 novembre 2008   | Mount Lemmon Survey   |
| 627470 | 2008 VM80                | 7 aprile 2006     | Spacewatch            |
| 627471 | 2008 VK84                | 25 gennaio 2014   | Pan-STARRS            |
| 627472 | 2008 VM85                | 14 settembre 2013 | Pan-STARRS            |
| 627473 | 2008 VQ86                | 2 novembre 2008   | Mount Lemmon Survey   |
| 627474 | 2008 VA87                | 7 novembre 2008   | Mount Lemmon Survey   |
| 627475 | 2008 VY87                | 17 ottobre 2012   | Pan-STARRS            |
| 627476 | 2008 VP89                | 9 novembre 2008   | Spacewatch            |
| 627477 | 2008 VC92                | 2 novembre 2008   | Mount Lemmon Survey   |
| 627478 | 2008 VS95                | 18 marzo 2010     | Mount Lemmon Survey   |
| 627479 | 2008 VC97                | 13 agosto 2013    | Spacewatch            |
| 627480 | 2008 VD97                | 18 ottobre 2012   | Pan-STARRS            |
| 627481 | 2008 VJ99                | 3 novembre 2003   | SDSS Collaboration    |
| 627482 | 2008 VL100               | 2 novembre 2008   | Mount Lemmon Survey   |
| 627483 | 2008 WK5                 | 28 ottobre 2008   | Mount Lemmon Survey   |
| 627484 | 2008 WD6                 | 1 ottobre 2008    | Mount Lemmon Survey   |
| 627485 | 2008 WO14                | 7 ottobre 2008    | Spacewatch            |
| 627486 | 2008 WQ19                | 5 marzo 2006      | Spacewatch            |
| 627487 | 2008 WQ20                | 27 ottobre 2008   | Spacewatch            |
| 627488 | 2008 WT20                | 24 maggio 2006    | Spacewatch            |
| 627489 | 2008 WK22                | 26 settembre 2008 | Spacewatch            |
| 627490 | 2008 WJ28                | 23 ottobre 2008   | Spacewatch            |
| 627491 | 2008 WR37                | 17 novembre 2008  | Spacewatch            |
| 627492 | 2008 WA38                | 24 ottobre 2008   | Spacewatch            |
| 627493 | 2008 WB45                | 26 ottobre 2008   | Spacewatch            |
| 627494 | 2008 WQ47                | 30 novembre 2003  | Spacewatch            |
| 627495 | 2008 WE53                | 28 ottobre 2008   | Spacewatch            |
| 627496 | 2008 WO56                | 31 ottobre 2008   | Spacewatch            |
| 627497 | 2008 WZ56                | 20 novembre 2008  | Mount Lemmon Survey   |
| 627498 | 2008 WY57                | 23 ottobre 2008   | Spacewatch            |
| 627499 | 2008 WM65                | 8 novembre 2008   | Mount Lemmon Survey   |
| 627500 | 2008 WO68                | 18 novembre 2008  | Spacewatch            |

## 627501–627600
| Nome          | Designazione provvisoria | Data di scoperta | Scopritore                          |
| ------------- | ------------------------ | ---------------- | ----------------------------------- |
| 627501        | 2008 WY71                | 5 settembre 2008 | Spacewatch                          |
| 627502        | 2008 WL74                | 19 novembre 2008 | Mount Lemmon Survey                 |
| 627503        | 2008 WX78                | 20 novembre 2008 | Spacewatch                          |
| 627504        | 2008 WB86                | 20 novembre 2008 | Spacewatch                          |
| 627505        | 2008 WP91                | 8 novembre 2008  | Mount Lemmon Survey                 |
| 627506        | 2008 WP99                | 10 marzo 2005    | Mount Lemmon Survey                 |
| 627507        | 2008 WV110               | 3 novembre 2008  | Spacewatch                          |
| 627508        | 2008 WM111               | 30 novembre 2008 | Spacewatch                          |
| 627509        | 2008 WG115               | 8 novembre 2008  | Spacewatch                          |
| 627510        | 2008 WS120               | 30 novembre 2008 | Spacewatch                          |
| 627511        | 2008 WH128               | 19 novembre 2008 | Spacewatch                          |
| 627512        | 2008 WY130               | 19 novembre 2008 | Spacewatch                          |
| 627513        | 2008 WD132               | 10 ottobre 2008  | Mount Lemmon Survey                 |
| 627514        | 2008 WV132               | 26 novembre 2008 | Osservatorio astronomico di Maiorca |
| 627515        | 2008 WL137               | 22 novembre 2008 | LINEAR                              |
| 627516        | 2008 WX150               | 9 novembre 2013  | Pan-STARRS                          |
| 627517        | 2008 WS151               | 5 maggio 2014    | Spacewatch                          |
| 627518        | 2008 WD153               | 3 dicembre 2014  | Pan-STARRS                          |
| 627519        | 2008 WV153               | 21 novembre 2008 | Spacewatch                          |
| 627520 Corbey | 2008 WH154               | 4 settembre 2013 | M. Langbroek, K. Sárneczky          |
| 627521        | 2008 WJ157               | 24 novembre 2008 | Spacewatch                          |
| 627522        | 2008 WO158               | 21 novembre 2008 | Spacewatch                          |
| 627523        | 2008 XE2                 | 4 dicembre 2008  | CSS                                 |
| 627524        | 2008 XL2                 | 19 novembre 2008 | CSS                                 |
| 627525        | 2008 XD6                 | 4 dicembre 2008  | LINEAR                              |
| 627526        | 2008 XC7                 | 26 novembre 2008 | Osservatorio astronomico di Maiorca |
| 627527        | 2008 XK12                | 26 ottobre 2008  | Mount Lemmon Survey                 |
| 627528        | 2008 XP12                | 8 novembre 2008  | Mount Lemmon Survey                 |
| 627529        | 2008 XK14                | 7 novembre 2008  | Spacewatch                          |
| 627530        | 2008 XF23                | 21 novembre 2008 | Mount Lemmon Survey                 |
| 627531        | 2008 XS34                | 20 novembre 2008 | Mount Lemmon Survey                 |
| 627532        | 2008 XQ35                | 25 ottobre 2008  | Spacewatch                          |
| 627533        | 2008 XW36                | 18 aprile 2005   | Spacewatch                          |
| 627534        | 2008 XY37                | 24 novembre 2008 | Spacewatch                          |
| 627535        | 2008 XT42                | 24 novembre 2008 | Spacewatch                          |
| 627536        | 2008 XL47                | 2 dicembre 2008  | Spacewatch                          |
| 627537        | 2008 XM56                | 23 ottobre 2013  | Mount Lemmon Survey                 |
| 627538        | 2008 XP58                | 6 gennaio 2013   | Spacewatch                          |
| 627539        | 2008 XF59                | 24 novembre 2008 | Spacewatch                          |
| 627540        | 2008 XT59                | 6 dicembre 2008  | Mount Lemmon Survey                 |
| 627541        | 2008 XU61                | 4 maggio 2014    | Pan-STARRS                          |
| 627542        | 2008 XB62                | 4 novembre 2013  | M. Schwartz, P. R. Holvorcem        |
| 627543        | 2008 XD62                | 8 luglio 2018    | Pan-STARRS 2                        |
| 627544        | 2008 XA63                | 1 settembre 2013 | Pan-STARRS                          |
| 627545        | 2008 YC1                 | 19 dicembre 2008 | Osservatorio astronomico di Maiorca |
| 627546        | 2008 YU10                | 23 ottobre 2008  | Mount Lemmon Survey                 |
| 627547        | 2008 YD25                | 20 dicembre 2008 | Osservatorio astronomico di Maiorca |
| 627548        | 2008 YE39                | 30 ottobre 2008  | Spacewatch                          |
| 627549        | 2008 YF46                | 29 dicembre 2008 | Mount Lemmon Survey                 |
| 627550        | 2008 YF58                | 22 dicembre 2008 | Spacewatch                          |
| 627551        | 2008 YF68                | 30 dicembre 2008 | Mount Lemmon Survey                 |
| 627552        | 2008 YK68                | 21 dicembre 2008 | CSS                                 |
| 627553        | 2008 YU74                | 4 dicembre 2008  | Mount Lemmon Survey                 |
| 627554        | 2008 YD83                | 31 dicembre 2008 | Spacewatch                          |
| 627555        | 2008 YQ87                | 29 dicembre 2008 | Spacewatch                          |
| 627556        | 2008 YE94                | 21 dicembre 2008 | Mount Lemmon Survey                 |
| 627557        | 2008 YK99                | 29 dicembre 2008 | Spacewatch                          |
| 627558        | 2008 YN99                | 29 dicembre 2008 | Spacewatch                          |
| 627559        | 2008 YL102               | 29 dicembre 2008 | Spacewatch                          |
| 627560        | 2008 YD108               | 29 dicembre 2008 | Spacewatch                          |
| 627561        | 2008 YY110               | 2 dicembre 2008  | Mount Lemmon Survey                 |
| 627562        | 2008 YT115               | 29 dicembre 2008 | Spacewatch                          |
| 627563        | 2008 YN117               | 21 dicembre 2008 | Spacewatch                          |
| 627564        | 2008 YE126               | 22 dicembre 2008 | Spacewatch                          |
| 627565        | 2008 YY128               | 31 dicembre 2008 | Spacewatch                          |
| 627566        | 2008 YV144               | 30 dicembre 2008 | Spacewatch                          |
| 627567        | 2008 YT151               | 22 dicembre 2008 | Mount Lemmon Survey                 |
| 627568        | 2008 YJ156               | 29 dicembre 2008 | Spacewatch                          |
| 627569        | 2008 YW163               | 26 dicembre 2008 | H. Kurosaki, A. Nakajima            |
| 627570        | 2008 YH166               | 12 febbraio 2004 | Spacewatch                          |
| 627571        | 2008 YN171               | 15 gennaio 2009  | Spacewatch                          |
| 627572        | 2008 YJ173               | 2 ottobre 2015   | Mount Lemmon Survey                 |
| 627573        | 2008 YC178               | 31 dicembre 2008 | Spacewatch                          |
| 627574        | 2008 YH179               | 29 ottobre 2008  | Spacewatch                          |
| 627575        | 2008 YW181               | 22 dicembre 2008 | Spacewatch                          |
| 627576        | 2008 YO185               | 24 luglio 2015   | Pan-STARRS                          |
| 627577        | 2008 YY185               | 11 dicembre 2012 | Mount Lemmon Survey                 |
| 627578        | 2008 YS187               | 30 dicembre 2008 | Spacewatch                          |
| 627579        | 2008 YA188               | 1 ottobre 2000   | SDSS Collaboration                  |
| 627580        | 2008 YP188               | 21 dicembre 2008 | Mount Lemmon Survey                 |
| 627581        | 2008 YF189               | 22 dicembre 2008 | Spacewatch                          |
| 627582        | 2008 YW189               | 29 dicembre 2008 | Mount Lemmon Survey                 |
| 627583        | 2008 YC190               | 30 dicembre 2008 | Mount Lemmon Survey                 |
| 627584        | 2008 YR190               | 22 dicembre 2008 | Spacewatch                          |
| 627585        | 2008 YZ190               | 21 dicembre 2008 | Mount Lemmon Survey                 |
| 627586        | 2008 YV193               | 30 dicembre 2008 | Spacewatch                          |
| 627587        | 2009 AE5                 | 22 dicembre 2008 | Spacewatch                          |
| 627588        | 2009 AT28                | 29 dicembre 2008 | Mount Lemmon Survey                 |
| 627589        | 2009 AQ42                | 2 gennaio 2009   | Spacewatch                          |
| 627590        | 2009 AE53                | 2 gennaio 2009   | Spacewatch                          |
| 627591        | 2009 BJ22                | 17 gennaio 2009  | Spacewatch                          |
| 627592        | 2009 BO40                | 16 gennaio 2009  | Spacewatch                          |
| 627593        | 2009 BF50                | 1 gennaio 2009   | Mount Lemmon Survey                 |
| 627594        | 2009 BF64                | 9 marzo 2005     | Mount Lemmon Survey                 |
| 627595        | 2009 BZ66                | 20 gennaio 2009  | Spacewatch                          |
| 627596        | 2009 BP71                | 8 novembre 2008  | Mount Lemmon Survey                 |
| 627597        | 2009 BL73                | 21 dicembre 2008 | Spacewatch                          |
| 627598        | 2009 BD90                | 12 novembre 2007 | Mount Lemmon Survey                 |
| 627599        | 2009 BV109               | 18 gennaio 2009  | Mount Lemmon Survey                 |
| 627600        | 2009 BJ110               | 31 gennaio 2009  | Mount Lemmon Survey                 |

## 627601–627700
| Nome   | Designazione provvisoria | Data di scoperta  | Scopritore          |
| ------ | ------------------------ | ----------------- | ------------------- |
| 627601 | 2009 BT118               | 20 gennaio 2009   | Spacewatch          |
| 627602 | 2009 BQ121               | 15 agosto 2017    | Pan-STARRS          |
| 627603 | 2009 BB135               | 29 gennaio 2009   | Spacewatch          |
| 627604 | 2009 BJ135               | 1 gennaio 2009    | Spacewatch          |
| 627605 | 2009 BR155               | 1 gennaio 2009    | Mount Lemmon Survey |
| 627606 | 2009 BZ160               | 18 gennaio 2009   | Spacewatch          |
| 627607 | 2009 BV168               | 24 gennaio 2009   | Alianza S4 Obs.     |
| 627608 | 2009 BZ180               | 16 gennaio 2009   | Spacewatch          |
| 627609 | 2009 BC185               | 20 gennaio 2009   | Mount Lemmon Survey |
| 627610 | 2009 BG197               | 9 febbraio 2013   | Pan-STARRS          |
| 627611 | 2009 BC199               | 17 settembre 2012 | Mount Lemmon Survey |
| 627612 | 2009 BT203               | 17 gennaio 2009   | Spacewatch          |
| 627613 | 2009 BX203               | 16 gennaio 2009   | Mount Lemmon Survey |
| 627614 | 2009 BF205               | 31 gennaio 2009   | Spacewatch          |
| 627615 | 2009 BZ205               | 20 gennaio 2009   | CSS                 |
| 627616 | 2009 BG211               | 16 gennaio 2009   | Mount Lemmon Survey |
| 627617 | 2009 CR8                 | 16 gennaio 2009   | Mount Lemmon Survey |
| 627618 | 2009 CP26                | 1 febbraio 2009   | Spacewatch          |
| 627619 | 2009 CX72                | 11 aprile 2010    | Spacewatch          |
| 627620 | 2009 CR76                | 14 febbraio 2009  | Mount Lemmon Survey |
| 627621 | 2009 DH25                | 21 febbraio 2009  | Mount Lemmon Survey |
| 627622 | 2009 DK26                | 19 gennaio 2009   | Mount Lemmon Survey |
| 627623 | 2009 DR29                | 23 febbraio 2009  | F. Hormuth          |
| 627624 | 2009 DE32                | 20 febbraio 2009  | Spacewatch          |
| 627625 | 2009 DA37                | 19 febbraio 2009  | Spacewatch          |
| 627626 | 2009 DD67                | 3 febbraio 2009   | Spacewatch          |
| 627627 | 2009 DU71                | 25 gennaio 2009   | Spacewatch          |
| 627628 | 2009 DB98                | 26 febbraio 2009  | Spacewatch          |
| 627629 | 2009 DR148               | 28 luglio 2011    | Pan-STARRS          |
| 627630 | 2009 DV150               | 31 gennaio 2009   | Spacewatch          |
| 627631 | 2009 DC155               | 22 febbraio 2009  | Spacewatch          |
| 627632 | 2009 EG9                 | 25 gennaio 2009   | CSS                 |
| 627633 | 2009 EP13                | 15 marzo 2009     | Spacewatch          |
| 627634 | 2009 EZ13                | 2 novembre 2007   | Mount Lemmon Survey |
| 627635 | 2009 EH26                | 12 settembre 2007 | Mount Lemmon Survey |
| 627636 | 2009 EM31                | 26 settembre 2011 | Pan-STARRS          |
| 627637 | 2009 EB33                | 2 marzo 2009      | Mount Lemmon Survey |
| 627638 | 2009 ES33                | 23 gennaio 2015   | Pan-STARRS          |
| 627639 | 2009 ET34                | 14 febbraio 2013  | Pan-STARRS          |
| 627640 | 2009 EU34                | 3 marzo 2009      | Mount Lemmon Survey |
| 627641 | 2009 EY35                | 7 maggio 2014     | Pan-STARRS          |
| 627642 | 2009 FX84                | 3 marzo 2013      | Spacewatch          |
| 627643 | 2009 FM89                | 18 marzo 2009     | Mount Lemmon Survey |
| 627644 | 2009 HJ93                | 30 aprile 2009    | Spacewatch          |
| 627645 | 2009 HG112               | 5 marzo 2013      | Mount Lemmon Survey |
| 627646 | 2009 HS119               | 20 aprile 2009    | Mount Lemmon Survey |
| 627647 | 2009 JT                  | 1 maggio 2009     | Alianza S4 Obs.     |
| 627648 | 2009 JL13                | 14 settembre 2006 | Spacewatch          |
| 627649 | 2009 JB18                | 18 aprile 2009    | Mount Lemmon Survey |
| 627650 | 2009 LF4                 | 4 maggio 2009     | Mount Lemmon Survey |
| 627651 | 2009 LM7                 | 15 giugno 2009    | Mount Lemmon Survey |
| 627652 | 2009 QG18                | 13 dicembre 2006  | Mount Lemmon Survey |
| 627653 | 2009 QD42                | 16 agosto 2009    | Spacewatch          |
| 627654 | 2009 QV43                | 27 agosto 2009    | Spacewatch          |
| 627655 | 2009 RO38                | 15 settembre 2009 | Spacewatch          |
| 627656 | 2009 RK58                | 15 settembre 2009 | Spacewatch          |
| 627657 | 2009 RG79                | 12 luglio 2016    | Mount Lemmon Survey |
| 627658 | 2009 SD23                | 16 settembre 2009 | Spacewatch          |
| 627659 | 2009 SP23                | 16 agosto 2009    | Spacewatch          |
| 627660 | 2009 SP28                | 16 settembre 2009 | Spacewatch          |
| 627661 | 2009 SP62                | 17 settembre 2009 | Mount Lemmon Survey |
| 627662 | 2009 SW118               | 18 settembre 2009 | Spacewatch          |
| 627663 | 2009 SL167               | 23 settembre 2009 | Mount Lemmon Survey |
| 627664 | 2009 SE194               | 12 settembre 2009 | Spacewatch          |
| 627665 | 2009 SL263               | 23 settembre 2009 | Mount Lemmon Survey |
| 627666 | 2009 SZ270               | 24 settembre 2009 | Spacewatch          |
| 627667 | 2009 SQ294               | 5 novembre 2005   | Spacewatch          |
| 627668 | 2009 SM301               | 16 settembre 2009 | Mount Lemmon Survey |
| 627669 | 2009 SV317               | 16 agosto 2009    | Spacewatch          |
| 627670 | 2009 SQ322               | 6 novembre 2005   | Mount Lemmon Survey |
| 627671 | 2009 SZ362               | 17 settembre 2009 | Spacewatch          |
| 627672 | 2009 SV383               | 28 novembre 2013  | Mount Lemmon Survey |
| 627673 | 2009 SB391               | 11 luglio 2016    | Pan-STARRS          |
| 627674 | 2009 SE393               | 17 settembre 2009 | Mount Lemmon Survey |
| 627675 | 2009 SJ394               | 20 settembre 2009 | Spacewatch          |
| 627676 | 2009 TD15                | 27 settembre 2009 | CSS                 |
| 627677 | 2009 TK31                | 31 marzo 2008     | Mount Lemmon Survey |
| 627678 | 2009 TT50                | 14 ottobre 2009   | Mount Lemmon Survey |
| 627679 | 2009 TW51                | 9 febbraio 2011   | Mount Lemmon Survey |
| 627680 | 2009 TM54                | 14 ottobre 2009   | Mount Lemmon Survey |
| 627681 | 2009 UW42                | 1 novembre 2014   | Spacewatch          |
| 627682 | 2009 UL84                | 23 ottobre 2009   | Mount Lemmon Survey |
| 627683 | 2009 UM120               | 18 settembre 2009 | Spacewatch          |
| 627684 | 2009 UC122               | 27 gennaio 2007   | Spacewatch          |
| 627685 | 2009 UF170               | 17 novembre 2010  | Mount Lemmon Survey |
| 627686 | 2009 UO174               | 25 ottobre 2009   | Spacewatch          |
| 627687 | 2009 VK29                | 9 novembre 2009   | Spacewatch          |
| 627688 | 2009 VH32                | 5 luglio 2005     | NEAT                |
| 627689 | 2009 VY33                | 10 novembre 2009  | Mount Lemmon Survey |
| 627690 | 2009 VA71                | 9 novembre 2009   | Spacewatch          |
| 627691 | 2009 VE105               | 12 ottobre 2009   | Mount Lemmon Survey |
| 627692 | 2009 VF115               | 21 settembre 2009 | Mount Lemmon Survey |
| 627693 | 2009 VG117               | 9 gennaio 2007    | Mount Lemmon Survey |
| 627694 | 2009 VM120               | 12 luglio 2013    | Pan-STARRS          |
| 627695 | 2009 VD123               | 18 settembre 2009 | Mount Lemmon Survey |
| 627696 | 2009 VS125               | 11 novembre 2009  | Spacewatch          |
| 627697 | 2009 WS14                | 22 aprile 2007    | Spacewatch          |
| 627698 | 2009 WG41                | 30 luglio 2008    | Mount Lemmon Survey |
| 627699 | 2009 WJ49                | 19 novembre 2009  | Mount Lemmon Survey |
| 627700 | 2009 WS114               | 26 ottobre 2009   | Spacewatch          |

## 627701–627800
| Nome   | Designazione provvisoria | Data di scoperta  | Scopritore                          |
| ------ | ------------------------ | ----------------- | ----------------------------------- |
| 627701 | 2009 WJ120               | 20 settembre 2003 | NEAT                                |
| 627702 | 2009 WX121               | 20 novembre 2009  | Spacewatch                          |
| 627703 | 2009 WR174               | 22 novembre 2009  | Spacewatch                          |
| 627704 | 2009 WT176               | 11 novembre 2009  | Spacewatch                          |
| 627705 | 2009 WM252               | 9 novembre 2009   | Spacewatch                          |
| 627706 | 2009 WH264               | 26 gennaio 2006   | Mount Lemmon Survey                 |
| 627707 | 2009 WQ279               | 17 novembre 2009  | Mount Lemmon Survey                 |
| 627708 | 2010 AD141               | 11 gennaio 2010   | Spacewatch                          |
| 627709 | 2010 AE163               | 15 gennaio 2010   | Mount Lemmon Survey                 |
| 627710 | 2010 CN103               | 23 gennaio 2006   | Mount Lemmon Survey                 |
| 627711 | 2010 DT98                | 14 marzo 2015     | Mount Lemmon Survey                 |
| 627712 | 2010 DF109               | 25 ottobre 2013   | Spacewatch                          |
| 627713 | 2010 EN139               | 12 marzo 2010     | Spacewatch                          |
| 627714 | 2010 FJ18                | 18 marzo 2010     | Mount Lemmon Survey                 |
| 627715 | 2010 FG20                | 14 febbraio 2010  | Spacewatch                          |
| 627716 | 2010 GE107               | 8 aprile 2010     | Spacewatch                          |
| 627717 | 2010 GC200               | 3 ottobre 2013    | Spacewatch                          |
| 627718 | 2010 JT147               | 28 ottobre 2008   | Mount Lemmon Survey                 |
| 627719 | 2010 JM173               | 18 ottobre 2012   | Pan-STARRS                          |
| 627720 | 2010 NW147               | 13 marzo 2016     | Pan-STARRS                          |
| 627721 | 2010 QH5                 | 30 agosto 2010    | Osservatorio astronomico di Maiorca |
| 627722 | 2010 RD17                | 2 settembre 2010  | LINEAR                              |
| 627723 | 2010 RH49                | 4 settembre 2010  | LINEAR                              |
| 627724 | 2010 RK68                | 24 ottobre 2007   | Mount Lemmon Survey                 |
| 627725 | 2010 RR89                | 11 settembre 2010 | Mount Lemmon Survey                 |
| 627726 | 2010 RD115               | 11 settembre 2010 | Spacewatch                          |
| 627727 | 2010 RC129               | 15 settembre 2010 | Spacewatch                          |
| 627728 | 2010 RY129               | 13 settembre 2010 | Osservatorio astronomico di Maiorca |
| 627729 | 2010 RM133               | 15 settembre 2010 | CSS                                 |
| 627730 | 2010 RN152               | 15 settembre 2010 | Spacewatch                          |
| 627731 | 2010 RH198               | 29 gennaio 2017   | Pan-STARRS                          |
| 627732 | 2010 RS198               | 10 agosto 2010    | Spacewatch                          |
| 627733 | 2010 RM210               | 4 settembre 2010  | Mount Lemmon Survey                 |
| 627734 | 2010 SR4                 | 21 novembre 2007  | Mount Lemmon Survey                 |
| 627735 | 2010 SQ19                | 27 settembre 2010 | Spacewatch                          |
| 627736 | 2010 SL21                | 10 settembre 2010 | Spacewatch                          |
| 627737 | 2010 ST21                | 4 settembre 2010  | Spacewatch                          |
| 627738 | 2010 SR37                | 15 settembre 2010 | Mount Lemmon Survey                 |
| 627739 | 2010 SG55                | 16 settembre 2010 | Spacewatch                          |
| 627740 | 2010 TX13                | 18 settembre 2010 | Spacewatch                          |
| 627741 | 2010 TM37                | 5 ottobre 2010    | Osservatorio astronomico di Maiorca |
| 627742 | 2010 TK72                | 10 settembre 2010 | Spacewatch                          |
| 627743 | 2010 TA127               | 10 ottobre 2010   | Mount Lemmon Survey                 |
| 627744 | 2010 TE138               | 16 settembre 2010 | Mount Lemmon Survey                 |
| 627745 | 2010 TG147               | 11 ottobre 2010   | Mount Lemmon Survey                 |
| 627746 | 2010 TL147               | 11 ottobre 2010   | Mount Lemmon Survey                 |
| 627747 | 2010 TF150               | 1 ottobre 2010    | Osservatorio astronomico di Maiorca |
| 627748 | 2010 TZ181               | 15 ottobre 2001   | SDSS Collaboration                  |
| 627749 | 2010 TJ186               | 8 settembre 2010  | Spacewatch                          |
| 627750 | 2010 TX198               | 13 ottobre 2010   | Mount Lemmon Survey                 |
| 627751 | 2010 TT200               | 10 ottobre 2010   | Mount Lemmon Survey                 |
| 627752 | 2010 TA202               | 9 ottobre 2010    | Spacewatch                          |
| 627753 | 2010 TY203               | 1 luglio 2014     | Pan-STARRS                          |
| 627754 | 2010 TP205               | 12 ottobre 2010   | Mount Lemmon Survey                 |
| 627755 | 2010 TW206               | 10 ottobre 2010   | Spacewatch                          |
| 627756 | 2010 TD220               | 11 ottobre 2010   | CSS                                 |
| 627757 | 2010 UA13                | 28 ottobre 2010   | CSS                                 |
| 627758 | 2010 UE19                | 28 ottobre 2010   | Mount Lemmon Survey                 |
| 627759 | 2010 UD22                | 28 ottobre 2010   | Mount Lemmon Survey                 |
| 627760 | 2010 UJ27                | 28 ottobre 2010   | Mount Lemmon Survey                 |
| 627761 | 2010 UA40                | 29 ottobre 2010   | Z. Kuli, K. Sárneczky               |
| 627762 | 2010 UO96                | 9 ottobre 2010    | Mount Lemmon Survey                 |
| 627763 | 2010 UP98                | 29 ottobre 2010   | Mount Lemmon Survey                 |
| 627764 | 2010 UR112               | 17 ottobre 2010   | Mount Lemmon Survey                 |
| 627765 | 2010 UX112               | 2 settembre 2014  | Pan-STARRS                          |
| 627766 | 2010 UR115               | 31 ottobre 2010   | Mount Lemmon Survey                 |
| 627767 | 2010 UT115               | 30 ottobre 2010   | Mount Lemmon Survey                 |
| 627768 | 2010 UH125               | 29 ottobre 2010   | CSS                                 |
| 627769 | 2010 UL125               | 19 ottobre 2010   | Mount Lemmon Survey                 |
| 627770 | 2010 UQ126               | 19 ottobre 2010   | Mount Lemmon Survey                 |
| 627771 | 2010 VR1                 | 1 novembre 2010   | Mount Lemmon Survey                 |
| 627772 | 2010 VY1                 | 18 settembre 2010 | Mount Lemmon Survey                 |
| 627773 | 2010 VD28                | 15 ottobre 2001   | SDSS Collaboration                  |
| 627774 | 2010 VO45                | 22 ottobre 2006   | Mount Lemmon Survey                 |
| 627775 | 2010 VA69                | 16 ottobre 2001   | Spacewatch                          |
| 627776 | 2010 VF107               | 6 novembre 2010   | Spacewatch                          |
| 627777 | 2010 VW115               | 30 ottobre 2010   | Mount Lemmon Survey                 |
| 627778 | 2010 VV120               | 8 novembre 2010   | Spacewatch                          |
| 627779 | 2010 VF141               | 6 novembre 2010   | Mount Lemmon Survey                 |
| 627780 | 2010 VR141               | 6 novembre 2010   | Mount Lemmon Survey                 |
| 627781 | 2010 VE145               | 6 novembre 2010   | Mount Lemmon Survey                 |
| 627782 | 2010 VU191               | 1 ottobre 2010    | Mount Lemmon Survey                 |
| 627783 | 2010 VO196               | 5 novembre 2010   | Mount Lemmon Survey                 |
| 627784 | 2010 VK213               | 14 ottobre 2010   | Mount Lemmon Survey                 |
| 627785 | 2010 VN216               | 10 novembre 2010  | Mount Lemmon Survey                 |
| 627786 | 2010 VY226               | 2 novembre 2010   | Mount Lemmon Survey                 |
| 627787 | 2010 VA227               | 3 novembre 2010   | Mount Lemmon Survey                 |
| 627788 | 2010 VH227               | 6 novembre 2010   | Mount Lemmon Survey                 |
| 627789 | 2010 VE231               | 27 agosto 2014    | Pan-STARRS                          |
| 627790 | 2010 VZ238               | 28 agosto 2014    | Pan-STARRS                          |
| 627791 | 2010 VU240               | 12 novembre 2010  | Mount Lemmon Survey                 |
| 627792 | 2010 VK260               | 13 novembre 2010  | Mount Lemmon Survey                 |
| 627793 | 2010 VE262               | 2 novembre 2010   | Mount Lemmon Survey                 |
| 627794 | 2010 WO25                | 30 agosto 2005    | Spacewatch                          |
| 627795 | 2010 WF36                | 13 settembre 2005 | Spacewatch                          |
| 627796 | 2010 WT53                | 22 agosto 2003    | NEAT                                |
| 627797 | 2010 WB63                | 27 novembre 2010  | Mount Lemmon Survey                 |
| 627798 | 2010 WC75                | 25 novembre 2010  | Mount Lemmon Survey                 |
| 627799 | 2010 WA77                | 28 novembre 2010  | Mount Lemmon Survey                 |
| 627800 | 2010 XS12                | 14 novembre 2010  | Mount Lemmon Survey                 |

## 627801–627900
| Nome   | Designazione provvisoria | Data di scoperta  | Scopritore                |
| ------ | ------------------------ | ----------------- | ------------------------- |
| 627801 | 2010 XQ29                | 25 settembre 2005 | Spacewatch                |
| 627802 | 2011 AN28                | 26 ottobre 2005   | LONEOS                    |
| 627803 | 2011 AO30                | 15 novembre 2010  | Mount Lemmon Survey       |
| 627804 | 2011 AD86                | 3 gennaio 2011    | CSS                       |
| 627805 | 2011 AG97                | 3 gennaio 2011    | Mount Lemmon Survey       |
| 627806 | 2011 BD45                | 7 febbraio 2002   | Spacewatch                |
| 627807 | 2011 BG81                | 27 gennaio 2004   | Spacewatch                |
| 627808 | 2011 BD106               | 28 gennaio 2011   | Mount Lemmon Survey       |
| 627809 | 2011 BY123               | 12 settembre 2009 | Spacewatch                |
| 627810 | 2011 BS131               | 28 gennaio 2011   | Mount Lemmon Survey       |
| 627811 | 2011 BG155               | 28 gennaio 2011   | Spacewatch                |
| 627812 | 2011 BQ189               | 12 settembre 2016 | Pan-STARRS                |
| 627813 | 2011 BD194               | 27 gennaio 2011   | Mount Lemmon Survey       |
| 627814 | 2011 BV196               | 27 gennaio 2011   | Mount Lemmon Survey       |
| 627815 | 2011 CS94                | 10 febbraio 2011  | Mount Lemmon Survey       |
| 627816 | 2011 CT106               | 25 febbraio 2011  | Mount Lemmon Survey       |
| 627817 | 2011 CV109               | 5 febbraio 2011   | Pan-STARRS                |
| 627818 | 2011 CP121               | 19 ottobre 2006   | CSS                       |
| 627819 | 2011 ER11                | 29 dicembre 1999  | C. Veillet                |
| 627820 | 2011 EG65                | 2 ottobre 2006    | CSS                       |
| 627821 | 2011 EM67                | 10 marzo 2011     | Spacewatch                |
| 627822 | 2011 ET103               | 1 marzo 2011      | Mount Lemmon Survey       |
| 627823 | 2011 FL37                | 25 marzo 2011     | CSS                       |
| 627824 | 2011 FR42                | 10 febbraio 2007  | Mount Lemmon Survey       |
| 627825 | 2011 FL53                | 29 marzo 2011     | Mount Lemmon Survey       |
| 627826 | 2011 FO60                | 29 luglio 2008    | Spacewatch                |
| 627827 | 2011 FD117               | 23 ottobre 2009   | Mount Lemmon Survey       |
| 627828 | 2011 FN144               | 23 febbraio 2011  | Spacewatch                |
| 627829 | 2011 GH85                | 8 ottobre 2008    | Spacewatch                |
| 627830 | 2011 HT19                | 28 gennaio 2007   | Spacewatch                |
| 627831 | 2011 KG37                | 21 maggio 2011    | Pan-STARRS                |
| 627832 | 2011 KH41                | 20 agosto 2001    | Cerro Tololo Obs.         |
| 627833 | 2011 QK82                | 1 febbraio 2009   | Spacewatch                |
| 627834 | 2011 QJ83                | 24 agosto 2011    | Pan-STARRS                |
| 627835 | 2011 QP99                | 30 settembre 2013 | Mount Lemmon Survey       |
| 627836 | 2011 RG24                | 4 settembre 2011  | Pan-STARRS                |
| 627837 | 2011 SA7                 | 14 settembre 2007 | Mount Lemmon Survey       |
| 627838 | 2011 SH50                | 1 maggio 2006     | Osservatorio di Mauna Kea |
| 627839 | 2011 SB90                | 5 luglio 2011     | Pan-STARRS                |
| 627840 | 2011 SW105               | 1 febbraio 2009   | Mount Lemmon Survey       |
| 627841 | 2011 SJ146               | 26 settembre 2011 | Spacewatch                |
| 627842 | 2011 SW158               | 20 novembre 2003  | Kitt Peak Obs.            |
| 627843 | 2011 SG179               | 21 ottobre 2007   | Mount Lemmon Survey       |
| 627844 | 2011 SC186               | 11 ottobre 2007   | Spacewatch                |
| 627845 | 2011 SQ215               | 28 agosto 2011    | Pan-STARRS                |
| 627846 | 2011 SJ217               | 9 marzo 2005      | Mount Lemmon Survey       |
| 627847 | 2011 SR221               | 15 ottobre 2007   | Mount Lemmon Survey       |
| 627848 | 2011 SR227               | 29 settembre 2011 | Mount Lemmon Survey       |
| 627849 | 2011 SO291               | 23 settembre 2011 | Pan-STARRS                |
| 627850 | 2011 UA20                | 19 ottobre 2011   | Spacewatch                |
| 627851 | 2011 US20                | 25 ottobre 2003   | Spacewatch                |
| 627852 | 2011 UX22                | 22 settembre 2011 | Spacewatch                |
| 627853 | 2011 UR40                | 12 ottobre 2007   | Spacewatch                |
| 627854 | 2011 UX44                | 19 ottobre 2007   | Spacewatch                |
| 627855 | 2011 UA67                | 25 ottobre 2007   | Mount Lemmon Survey       |
| 627856 | 2011 UY72                | 18 ottobre 2011   | Mount Lemmon Survey       |
| 627857 | 2011 UN73                | 18 ottobre 2011   | Mount Lemmon Survey       |
| 627858 | 2011 UZ80                | 7 novembre 2007   | Spacewatch                |
| 627859 | 2011 UB81                | 14 novembre 2007  | Spacewatch                |
| 627860 | 2011 UR116               | 20 novembre 2007  | Spacewatch                |
| 627861 | 2011 UK139               | 4 dicembre 2007   | Spacewatch                |
| 627862 | 2011 UF149               | 22 ottobre 2011   | Spacewatch                |
| 627863 | 2011 US171               | 9 ottobre 2007    | Spacewatch                |
| 627864 | 2011 UD238               | 16 marzo 2005     | Mount Lemmon Survey       |
| 627865 | 2011 UE246               | 9 novembre 2007   | Spacewatch                |
| 627866 | 2011 UL249               | 16 gennaio 2004   | Spacewatch                |
| 627867 | 2011 UC282               | 19 novembre 2007  | Mount Lemmon Survey       |
| 627868 | 2011 UO311               | 22 ottobre 2011   | Spacewatch                |
| 627869 | 2011 UY327               | 22 ottobre 2011   | Spacewatch                |
| 627870 | 2011 UG353               | 15 settembre 2007 | Mount Lemmon Survey       |
| 627871 | 2011 UP374               | 1 ottobre 2011    | K. Sárneczky              |
| 627872 | 2011 UF388               | 25 ottobre 2011   | Pan-STARRS                |
| 627873 | 2011 UG415               | 29 ottobre 1999   | Spacewatch                |
| 627874 | 2011 UV431               | 15 ottobre 2007   | Mount Lemmon Survey       |
| 627875 | 2011 VM13                | 28 gennaio 2004   | Spacewatch                |
| 627876 | 2011 WW8                 | 3 novembre 2011   | Spacewatch                |
| 627877 | 2011 WX14                | 26 ottobre 2011   | Pan-STARRS                |
| 627878 | 2011 WG35                | 5 dicembre 2007   | Mount Lemmon Survey       |
| 627879 | 2011 WM35                | 5 novembre 2007   | Mount Lemmon Survey       |
| 627880 | 2011 WY38                | 18 dicembre 2007  | Spacewatch                |
| 627881 | 2011 WK43                | 4 dicembre 2007   | Mount Lemmon Survey       |
| 627882 | 2011 WW93                | 27 novembre 2011  | Mount Lemmon Survey       |
| 627883 | 2011 WY128               | 4 dicembre 2007   | Mount Lemmon Survey       |
| 627884 | 2011 WT146               | 12 novembre 2007  | Mount Lemmon Survey       |
| 627885 | 2011 WD163               | 25 novembre 2011  | Pan-STARRS                |
| 627886 | 2011 XR                  | 26 ottobre 2011   | Pan-STARRS                |
| 627887 | 2011 YV4                 | 1 marzo 2008      | Mount Lemmon Survey       |
| 627888 | 2011 YY6                 | 1 febbraio 2003   | A. Cruz, J. Dellinger     |
| 627889 | 2011 YQ22                | 25 dicembre 2011  | Spacewatch                |
| 627890 | 2011 YX32                | 22 ottobre 2011   | Mount Lemmon Survey       |
| 627891 | 2011 YN77                | 11 settembre 2002 | NEAT                      |
| 627892 | 2011 YT84                | 26 dicembre 2011  | Mount Lemmon Survey       |
| 627893 | 2012 AT2                 | 2 gennaio 2012    | Spacewatch                |
| 627894 | 2012 AZ12                | 14 gennaio 2012   | Pan-STARRS                |
| 627895 | 2012 AX16                | 9 novembre 2007   | Mount Lemmon Survey       |
| 627896 | 2012 AZ28                | 6 dicembre 2015   | Mount Lemmon Survey       |
| 627897 | 2012 BP36                | 19 gennaio 2012   | Mount Lemmon Survey       |
| 627898 | 2012 BY65                | 20 gennaio 2012   | Mount Lemmon Survey       |
| 627899 | 2012 BT66                | 28 marzo 2008     | Mount Lemmon Survey       |
| 627900 | 2012 BA70                | 21 gennaio 2012   | Spacewatch                |

## 627901–628000
| Nome                   | Designazione provvisoria | Data di scoperta  | Scopritore                 |
| ---------------------- | ------------------------ | ----------------- | -------------------------- |
| 627901                 | 2012 BK78                | 21 gennaio 2012   | Mount Lemmon Survey        |
| 627902                 | 2012 BN95                | 14 gennaio 2012   | Spacewatch                 |
| 627903                 | 2012 BV113               | 28 dicembre 2002  | Spacewatch                 |
| 627904                 | 2012 BK124               | 26 gennaio 2012   | Pan-STARRS                 |
| 627905                 | 2012 BX140               | 16 ottobre 1998   | Spacewatch                 |
| 627906                 | 2012 BP150               | 30 gennaio 2012   | K. Nishiyama, S. Okumura   |
| 627907                 | 2012 BT159               | 27 dicembre 2006  | Mount Lemmon Survey        |
| 627908                 | 2012 BG163               | 26 gennaio 2012   | Mount Lemmon Survey        |
| 627909                 | 2012 CT23                | 1 gennaio 2012    | Mount Lemmon Survey        |
| 627910                 | 2012 CY28                | 19 gennaio 2012   | Pan-STARRS                 |
| 627911                 | 2012 CW47                | 27 gennaio 2012   | Mount Lemmon Survey        |
| 627912                 | 2012 CZ58                | 3 febbraio 2012   | Pan-STARRS                 |
| 627913                 | 2012 DD2                 | 16 febbraio 2012  | Pan-STARRS                 |
| 627914                 | 2012 DM3                 | 26 agosto 2000    | R. Millis, L. H. Wasserman |
| 627915                 | 2012 DS71                | 15 dicembre 2006  | Spacewatch                 |
| 627916                 | 2012 DA74                | 10 aprile 2003    | Spacewatch                 |
| 627917                 | 2012 HH69                | 15 aprile 2012    | Pan-STARRS                 |
| 627918                 | 2012 JB52                | 30 dicembre 2007  | Spacewatch                 |
| 627919                 | 2012 JM63                | 16 aprile 2007    | Mount Lemmon Survey        |
| 627920                 | 2012 KG12                | 27 aprile 2012    | Pan-STARRS                 |
| 627921                 | 2012 MM14                | 21 aprile 2006    | Spacewatch                 |
| 627922                 | 2012 MR16                | 22 giugno 2012    | ESA OGS                    |
| 627923                 | 2012 PO1                 | 8 agosto 2012     | Pan-STARRS                 |
| 627924                 | 2012 QC9                 | 22 dicembre 2008  | Mount Lemmon Survey        |
| 627925                 | 2012 QE54                | 26 agosto 2012    | Spacewatch                 |
| 627926                 | 2012 RH2                 | 11 gennaio 2010   | Spacewatch                 |
| 627927                 | 2012 RC31                | 21 novembre 2001  | LINEAR                     |
| 627928                 | 2012 RT35                | 26 ottobre 2001   | NEAT                       |
| 627929                 | 2012 RO44                | 11 settembre 2012 | SSS                        |
| 627930                 | 2012 RH47                | 25 giugno 2017    | Pan-STARRS                 |
| 627931                 | 2012 SX8                 | 26 febbraio 2004  | M. W. Buie, D. E. Trilling |
| 627932                 | 2012 SB31                | 16 settembre 2012 | Mount Lemmon Survey        |
| 627933                 | 2012 SK44                | 22 febbraio 2003  | NEAT                       |
| 627934                 | 2012 SM69                | 21 settembre 2012 | Spacewatch                 |
| 627935                 | 2012 TF14                | 13 marzo 2007     | Spacewatch                 |
| 627936                 | 2012 TM22                | 15 settembre 2012 | Mount Lemmon Survey        |
| 627937                 | 2012 TR51                | 1 febbraio 2003   | NEAT                       |
| 627938                 | 2012 TA69                | 10 gennaio 2006   | Spacewatch                 |
| 627939 Phyllisthornton | 2012 TG71                | 9 ottobre 2012    | N. Falla                   |
| 627940                 | 2012 TH72                | 21 novembre 2009  | Mount Lemmon Survey        |
| 627941                 | 2012 TE76                | 22 gennaio 2002   | Spacewatch                 |
| 627942                 | 2012 TY116               | 2 novembre 2008   | Spacewatch                 |
| 627943                 | 2012 TY133               | 12 novembre 2001  | SDSS Collaboration         |
| 627944                 | 2012 TQ138               | 16 settembre 2012 | Spacewatch                 |
| 627945                 | 2012 TE144               | 9 ottobre 2012    | Mount Lemmon Survey        |
| 627946                 | 2012 TZ144               | 16 ottobre 2001   | Spacewatch                 |
| 627947                 | 2012 TQ203               | 20 marzo 2007     | Mount Lemmon Survey        |
| 627948                 | 2012 TW205               | 17 settembre 2012 | Spacewatch                 |
| 627949                 | 2012 TP254               | 11 ottobre 2012   | K. Sárneczky               |
| 627950                 | 2012 TS270               | 11 ottobre 2012   | Pan-STARRS                 |
| 627951                 | 2012 TB304               | 25 dicembre 2005  | Spacewatch                 |
| 627952                 | 2012 TW311               | 12 maggio 2011    | Mount Lemmon Survey        |
| 627953                 | 2012 TE321               | 15 ottobre 2012   | CSS                        |
| 627954                 | 2012 TH332               | 10 ottobre 2012   | Mount Lemmon Survey        |
| 627955                 | 2012 TX349               | 7 ottobre 2012    | Pan-STARRS                 |
| 627956                 | 2012 TO370               | 4 ottobre 2012    | Mount Lemmon Survey        |
| 627957                 | 2012 TQ379               | 8 ottobre 2012    | Mount Lemmon Survey        |
| 627958                 | 2012 UT29                | 23 febbraio 2003  | CINEOS                     |
| 627959                 | 2012 UV56                | 24 ottobre 1995   | Spacewatch                 |
| 627960                 | 2012 UA103               | 1 dicembre 2005   | L. H. Wasserman, R. Millis |
| 627961                 | 2012 UB105               | 6 ottobre 2008    | Mount Lemmon Survey        |
| 627962                 | 2012 UD117               | 22 ottobre 2012   | Mount Lemmon Survey        |
| 627963                 | 2012 UX147               | 7 settembre 2008  | Mount Lemmon Survey        |
| 627964                 | 2012 UW159               | 6 ottobre 2012    | Pan-STARRS                 |
| 627965                 | 2012 UW163               | 7 settembre 2008  | Mount Lemmon Survey        |
| 627966                 | 2012 UC228               | 20 ottobre 2012   | Pan-STARRS                 |
| 627967                 | 2012 VW32                | 6 giugno 2011     | Pan-STARRS                 |
| 627968                 | 2012 VS53                | 6 novembre 2012   | Mount Lemmon Survey        |
| 627969                 | 2012 VN55                | 6 maggio 2003     | Spacewatch                 |
| 627970                 | 2012 VT55                | 21 ottobre 2012   | Pan-STARRS                 |
| 627971                 | 2012 VR97                | 31 gennaio 2006   | Spacewatch                 |
| 627972                 | 2012 VW110               | 17 ottobre 2012   | Mount Lemmon Survey        |
| 627973                 | 2012 VC117               | 4 novembre 2012   | Spacewatch                 |
| 627974                 | 2012 XF40                | 3 dicembre 2012   | CSS                        |
| 627975                 | 2012 XN40                | 21 ottobre 2008   | Spacewatch                 |
| 627976                 | 2012 XU52                | 6 dicembre 2012   | Spacewatch                 |
| 627977                 | 2012 XW83                | 23 agosto 2011    | L. Elenin                  |
| 627978                 | 2012 XK121               | 26 ottobre 2008   | Mount Lemmon Survey        |
| 627979                 | 2013 AF51                | 29 gennaio 2009   | Mount Lemmon Survey        |
| 627980                 | 2013 AH54                | 11 dicembre 2012  | Mount Lemmon Survey        |
| 627981 Ponzoni         | 2013 AW79                | 8 dicembre 2012   | R. P. Boyle, V. Laugalys   |
| 627982                 | 2013 AB101               | 10 gennaio 2013   | Mount Lemmon Survey        |
| 627983                 | 2013 AJ117               | 3 marzo 2005      | Spacewatch                 |
| 627984                 | 2013 BB10                | 8 ottobre 2004    | Spacewatch                 |
| 627985                 | 2013 BA72                | 19 ottobre 2003   | Spacewatch                 |
| 627986                 | 2013 BX84                | 20 gennaio 2013   | Spacewatch                 |
| 627987                 | 2013 CD11                | 1 febbraio 2013   | Spacewatch                 |
| 627988                 | 2013 CB23                | 4 maggio 2005     | CSS                        |
| 627989                 | 2013 CM39                | 10 settembre 2007 | Spacewatch                 |
| 627990                 | 2013 CE69                | 20 settembre 2011 | Pan-STARRS                 |
| 627991                 | 2013 CS94                | 8 febbraio 2013   | Pan-STARRS                 |
| 627992                 | 2013 CT103               | 19 gennaio 2013   | Spacewatch                 |
| 627993                 | 2013 CO148               | 3 novembre 2007   | Mount Lemmon Survey        |
| 627994                 | 2013 CU185               | 21 ottobre 2003   | Spacewatch                 |
| 627995                 | 2013 CE196               | 20 febbraio 2009  | Spacewatch                 |
| 627996                 | 2013 CH201               | 1 febbraio 2009   | Spacewatch                 |
| 627997                 | 2013 CK225               | 15 febbraio 2013  | Pan-STARRS                 |
| 627998                 | 2013 CQ225               | 10 agosto 2011    | Pan-STARRS                 |
| 627999                 | 2013 CC229               | 13 febbraio 2013  | ESA OGS                    |
| 628000                 | 2013 DN6                 | 10 ottobre 2007   | Spacewatch                 |